# Sorbus schnizleiniana
Sorbus schnizleiniana är en rosväxtart som beskrevs av N.Mey.. Sorbus schnizleiniana ingår i släktet oxlar, och familjen rosväxter. Inga underarter finns listade i Catalogue of Life.